# Jaroslav Mráz-Habrovský
Jaroslav Mráz-Habrovský (14. srpna 1891, Rychnov nad Kněžnou - 12. října 1976, Čáslav) byl český akademický malíř. Věnoval se malbě námořních motivů a krajin Balkánu, později krajinomalbám s náměty Železných hor, Pojizeří, Lomnicka a Pardubicka, méně již se věnoval zátiší.

## Život
Studoval v Terstu u Sirca d´Alberta. Tam také roku 1913 vystavoval mariny a krajiny z Istrie. Během první světové války sloužil jako námořník CK Rakousko-uherského námořnictva v Boce Kotorské, kde byl účastníkem povstání. Po roce 1918 žil v Německu, ale brzy se vrátil do Čech, kde obesílal četné výstavy. Podnikal studijní cesty po Itálii, Istrii, Dalmácii, Černé Hoře, Albánii a Německu. Dlouho žil a tvořil v domě č. 1317 v dnešní ulici Jana Palacha v Pardubicích. Se svojí manželkou podnikal výlety do Železných hor a na Českomoravskou vrchovinu, kde hledal inspiraci ke své tvorbě.